# Haglklumpen
Haglklumpen (finska: Surnupäät) är ett berg i Finland, på gränsen till Norge. Det ligger i Enare i landskapet Lappland, i den norra delen av landet, 1 000 km norr om huvudstaden Helsingfors. Toppen på Haglklumpen är 332 meter över havet. Haglklumpen ingår i Vätsäri.
Terrängen runt Haglklumpen är huvudsakligen platt, men österut är den kuperad. Runt Haglklumpen är det mycket glesbefolkat, med 2 invånare per kvadratkilometer. Det finns inga samhällen i närheten. 